# Боржис, Брено
Бре́но Вини́сиус Родри́гес Бо́ржес (порт.-браз. Breno Vinícius Rodrigues Borges; род. 13 октября 1989, Крузейру, штат Бразилия) — бразильский футболист, защитник.

## Биография
Брено — воспитанник школы бразильского футбольного клуба «Сан-Паулу». Дебютировал за основу клуба в 2007 году и помог своему клубу в очередной раз стать чемпионом Бразилии. В конце года был приобретён мюнхенской «Баварией». В начале 2008 года стал привлекаться в сборную Бразилии, которая в комбинированном составе (игроки до 23 лет, а также трое футболистов старше этого возраста) готовилась принять участие в Олимпийских играх в Пекине. Всего в 2008 году принял участие в 8 матчах за «Селесао» и завоевал бронзовые олимпийские медали.
Дела в «Баварии», куда его рекомендовал Элбер, бывший нападающий этого клуба, у Брено не пошли. За два года он принял участие лишь в 8 матчах чемпионата Германии, и всего в 22 официальных играх за «Баварию». 31 декабря 2009 года было объявлено о том, что Брено переходит на правах аренды в «Нюрнберг». С 2010 года часто появлялся в основном составе «Баварии». В 2012 году был вынужден на время прекратить футбольную карьеру из-за тюремного заключения за поджог собственного дома.
«Сан-Паулу» проявлял интерес к игроку, надеясь, что в январе 2013 года Брено выйдет на свободу и подписали контракт, который вступил в силу после выхода Брено из тюрьмы. После освобождения, Брено в январе 2015 года официально стал игроком бразильского клуба.
9 августа 2015 года провёл первый матч за «Сан-Паулу» против «Коринтианса», после освобождения, игра закончилась со счётом 1:1..

## Судебный процесс
20 сентября 2011 года стало известно, что Брено попал в больницу в результате сильного пожара, вспыхнувшего в его доме. Футболист получил небольшие травмы, а также отравился угарным газом, из-за чего и был доставлен в больницу. К счастью, защитник вовремя успел выбраться из здания. По предварительным оценкам, ущерб, нанесенный дому Брено в результате пожара, составил 1,5 миллиона евро. Вскоре выяснилось, что Брено в состоянии сильного алкогольного опьянения (В его крови было найдено 1,66 промилле алкоголя) сам поджёг свой дом, находясь в нём в одиночестве. В июне 2012 года футболист выступил перед районным судом Мюнхена.
Я больше не пью. Сейчас мне остается только полностью полагаться на суд. Надеюсь, в отношении меня будет принято правильное решение
 — заметил футболист.
4 июля 2012 года суд приговорил Брено к 3 годам и 9 месяцам лишения свободы за попытку мошенничества со страховкой при поджоге арендованного им дома.
Проведя 2 года и 9 месяцев в тюрьме, 18 декабря 2014 года Брено был выпущен на волю и вернулся в Бразилию.

## Достижения
- Чемпион Бразилии: 2007
- Чемпион Германии: 2008
- Обладатель кубка Германии по футболу: 2008
- Бронзовый призёр Олимпийских игр: 2008